# Jama groze
Jama groze (izviren angleški naslov: The Descent) je britanska grozljivka iz leta 2005, delo režiserja in scenarista Neila Marshalla. Zgodba govori o šestih ženskah, ki se odločijo obiskati še neraziskan jamski sistem, v katerem obtičijo in postanejo napadene s s strani slepih mesojedih človečnjakov.
Film so snemali v Veliki Britaniji. Nekatere scene so bile posnete v Ashridskem parku, v Buckinghamshiru/Hertfordshiru. Ker so bili ustvarjalci filma prepričani, da bi bilo v pravi jami nevarno snemati so večino filma posneli v Pinewoodovem studiu blizu Londona. Jama groze je bila javno prvič predvajana 8. julija 2005 v Veliki Britaniji. Javno premiero v ZDA je film doživel 4. avgusta 2006, na filmskem festivalu Sundance 2006.
Nadaljevanje Jama groze 2 (The Descent Part 2) je bilo izdano leta 2009 in sledi dogodkom, ki se dogajajo dva dni po koncu prvega filma. Film je bil uspešen, saj je zaslužil dvakrat toliko kolikor je imel proračuna, vendar vseeno ni požel takšen uspeh kot prvi film.

## Vsebina
Na poti domov iz raftinga s prijateljicami Juno (Natalie Mendoza) in Beth (Alex Reid), Sarah (Shauna Macdonald), Sarahin mož Paul (Oliver Milburn) in njuna hčerka Jessica (Molly Kayll) doživijo prometno nesrečo, kjer sta Paul in Jessica ubita, vendar Sarah preživi.
Leto kasneje se Sarah in njene prijateljice Juno, Beth, Sam (MyAnna Buring), Rebecca (Saskia Mulder) in novinka Holly (Nora-Jane Noone), ponovno dobijo na gorovju Apalači v Severni Karolini, novim pustolovščinam naproti. Naslednji dan se spustijo v jamo. Tam se Juno opraviči Sarah, ker je ni bilo nikjer, potem ko je doživela prometno nesrečo, vendar Sarah to ne zanima. Ko dekleta prečkajo prehod, se ta zasuje in jih pusti ujete. Po prerekanju, Juno prizna da jih je odvedla v neraziskan jamski sistem namesto v raziskanega, kot je bilo v načrtu. Prav tako pove, da je možnost reševanja ničelna. Juno prizna Sarah, da je s tem hotela obnoviti njuno razmerje, vendar je Sarah spet noče poslušati.
Ko skupina nadaljuje pot najde kline prejšnje jamske odprave in poslikave, kar pomeni da obstaja izhod. Holly, ki misli da vidi sončne žarke, steče proti njim a pade in si zlomi nogo. Medtem, ko ostali pomagajo Holly, Sarah opazi človeku podobno bitje, ki pa kmalu zatem izgine. Skupino nato napade stvor. Holly je ubita, Sarah pa pobegne a pade v luknjo. Juno ubije stvor s klinom preden ponesreči zabode v vrat Beth. Beth prosi Juno naj je ne pusti same, vendar ona pobegne.
Sarah se zbudi v breznu polnem človeških in živalskih ostankov, kjer je priča kako stvori požrejo Hollyino truplo. Juno najde označbe, ki vodijo skozi jame. Sam in Rebbeca ugotovita, da stvori uporabljajo zvok za lov. Juno jima pove za označbe, vendar noče oditi brez Sarah. Medtem Sarah najde Beth, ki ji pove kaj se je zgodilo in ji pove, da je Juno imela razmerje s Paulom pred njegovo smrtjo. Beth jo nato prosi naj jo ubije in Sarah to stori. Sarah nato sreča družino stvorov in jih ubije, zaradi česar je vsa krvava. Potem pa doživi živčni zlom. Medtem Juno, Sam in Rebbeco napadejo stvori in pobegniti uspe samo Juno.
Juno takrat najde Sarah in ji laže o Bethini smrti. Ko ji Sarah pove, da ve kaj se je v resnici zgodilo z Beth in da je imela razmerje z njenim možem. Sarah jo nato s klinom rani v nogo in prepusti stvorom. Sarah nato pade v luknjo in pade v nezavest. Sarah se zbudi in najde izhod. Nato se odpravi proti svojemu vozilo, ko naenkrat vidi Juno na sovoznikovem sedežu. Sarah se zbudi in izve, da so bili zadnji dogodki le sanje. Začne halucinirati o Jessici in kamera pokaže, da je prišla do slepe ulice, zvoki stvorov pa so vse glasnejši.

### Drugi konci
V ameriških kinih, se je film končal s prizorom Juno v avtomobilu in odrezal prizor Sarah, ki halucinira o Jessici. DVD izdaja v ZDA pa vključuje izviren konec, saj ti dogodki vodijo v drug film.

## Igralci
- Shauna Macdonald kot Sarah Carter
- Natalie Mendoza kot Juno Kaplan
- Alex Reid kot Elizabeth "Beth" O'Brien
- MyAnna Buring kot Samantha "Sam" Vernet
- Saskia Mulder kot Rebecca Vernet
- Nora-Jane Noone kot Holly
- Oliver Milburn kot Paul Carter
- Molly Kayll kot Jessica Carter